# Leptoglossis darcyana
Leptoglossis darcyana är en potatisväxtart som beskrevs av A.T. Hunziker och R. Subils. Leptoglossis darcyana ingår i släktet Leptoglossis och familjen potatisväxter. Inga underarter finns listade i Catalogue of Life.